# Бернгард Штудер
Бернгард Штудер (нім. Bernhard Rudolf Studer; 21 серпня 1794 Бюрен-ан-дер-Ааре, Берн, Швейцарія — швейцарський вчений-геолог, мінералог, альпініст і педагог, нагороджений Медаллю Волластона (1879).

## Біографія
Народився 21 серпня 1794 року у Бюрен-ан-дер-Аареі, Швейцарія, в сім'ї бернського богослова.
Вивчав богослов'я та математику; освіту здобув у Бернському університеті. Одночасно з 1815 року, ще до завершення здобуття освіти, почав викладати математику в Бернській гімназії. У 1816 здобув ступінь у сфері богослов'я.
У 1816—1818 навчався у Геттінгені та Фрайбурзі, де вивчав астрономію та геологію. У 1818 повернувся на посаду вчителя в Бернській гімназії, де розпочав читати лекції з фізики та математики в Бернській академії та став куратором мінералогічної колекції кантона Берн.
У 1820 вирушив до Парижа. Спільно з Леопольдом фон Бухом робив сходження на вершини Альп.
З 1825—1873 призначений урядом на посаду директора геологічної служби кантона Берн. У 1834 р. обійняв посаду професора мінералогії в Бернському університеті.
З 1845 став іноземним членом Берлінської академії наук, а 1854 — членом Баварської академії наук.
Після того, як Леопольд Бух на основі вивчення Канарських островів запропонував свою теорію горотворення, Штудер з ентузіазмом сприйняв погляди свого друга і колеги, ставши пристрасним пропагандистом бухівської теорії в європейських наукових колах. Протягом багатьох років займався дослідженням Альп у петрографічному та геологічному відносинах.

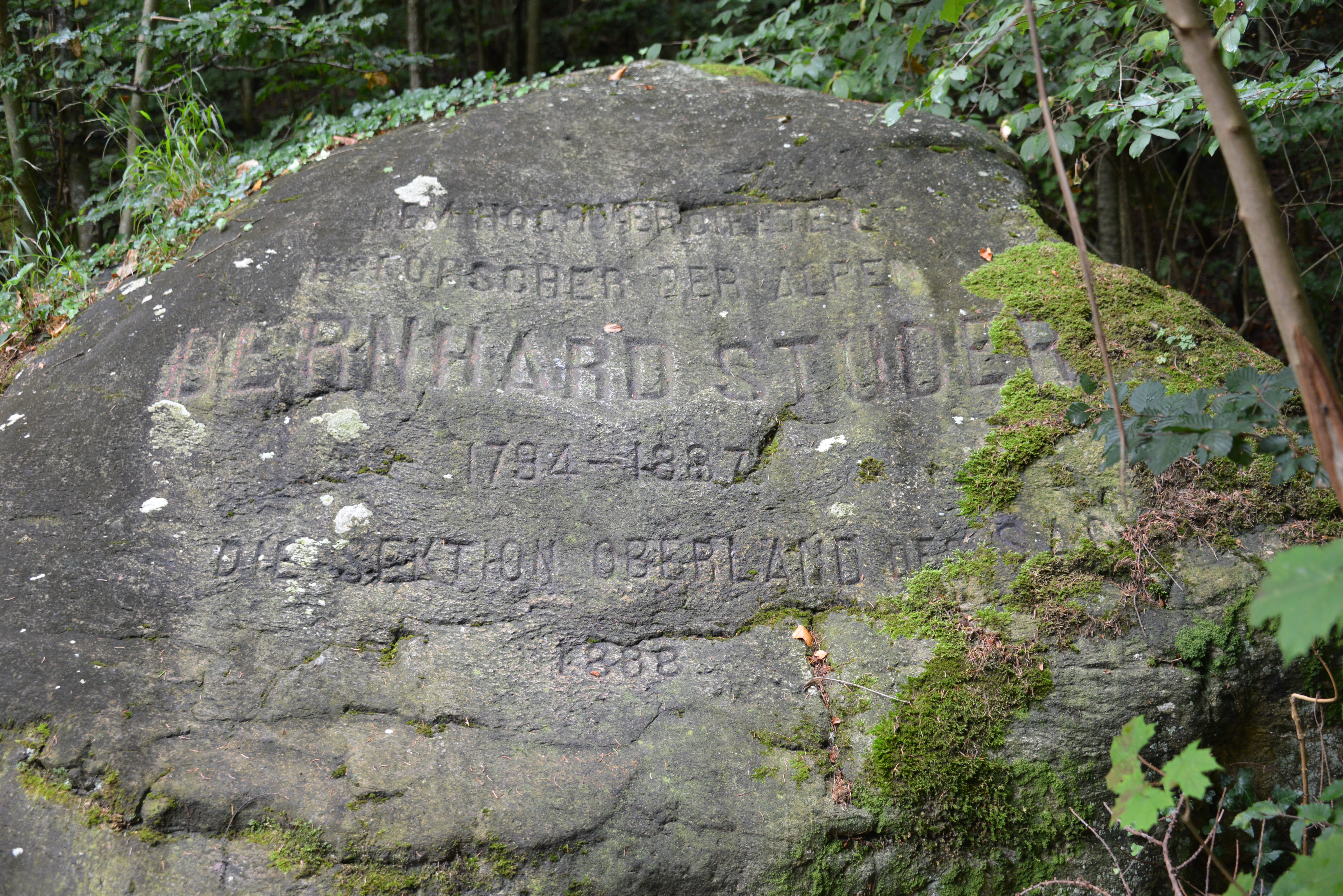
Могильний камінь

Помер 2 травня 1887 року в Берні, Швейцарія.

## Сім'я
Двоюрідний брат Готліб Штудер (1804—1890), один із засновників Альпійського клубу, автор «Ueber Eis und Schnee. Die höchsten Gipfel der Schweiz und die Geschichte ihrer Besteigung» (Берн, 1869—1883; 2-ге видання — Вебера і Дубі, 1896 і пізніші роки) і «Berg und Gletscherfahrten» (разом з Вейлен).